# X-7试验机
X-7试验机（绰号“飞行煤气管”）是一个超音速燃烧冲压发动机和导弹制导技术的无人测试平台。它会被一架B-29或B-50母机带到空中。在与母机分离后，它的火箭发动机会将它加速到1000英里／时（1625千米／时）。在此之后，火箭发动机会被抛掉，机身下部的冲压发动机开始工作。最终，X-7会返回地球，在这个过程中它会用降落伞来减速。它达到了2881英里／时（4640千米／时／4.31马赫），为不自带氧化剂的飞机设定了一项新的速度记录。从1951年4月至1960年7月为止，X-7共飞了130次。

## 数据(X-7A-1)

### 一般特征
- 乘员：无
- 长度： 32英尺9英寸（9.98米）
- 翼展： 12英尺（3.66米）
- 高度： 7英尺英寸（2.1米）
- 翼面积：英尺²（米²）
- 空重：磅（千克）
- 装载后： 8,000磅（3,600千克）
- 最大起飞重量：磅（千克）
- 动力来源：
  - 火箭发动机：X202-C3 solid-fuel rocket, 105,000磅（467 千牛）推力
  - 冲压发动机：多种

### 性能
- 最高速度：4.31马赫（2,881英里／时，4,640 千米／时）
- 航程：英里（千米）
- 最高高度： 106,000英尺（32,317 m）
- 爬升速度：英尺／分（米／分）
- 翼负载： 磅／英尺²（千克／米²）
- 推重比：

## 相关
繼承發展方向的機種：
X-43